# Step Up 3D
Step Up 3D (også kendt som Step Up 3) er en amerikansk 3D dans film fra 2010 skrevet af Amy Andelson og Emily Meyer og instrueret af Jon Chu som også instruerede Step Up 2: The Streets. I Step Up 3D ses Adam Sevani og Alyson Stoner, der portrætterede Moose fra Step Up 2 the Streets og Camille Gage fra Step Up.

## Handling
Luke (Rick Malambri) er en forældreløs street danser, der gør alt hvad han kan for at undgå at blive smidt ud fra det eneste hjem, han har – et nedslidt stormagasin i New York som fristed for unge dansere fra hele verden. De, der bor der, er som en familie, og har sin egen dansegruppe kaldet The House of Pirates. 

## Medvirkende
- Sharni Vinson – Natalie
- Rick Malambri – Luke
- Alberto Zuniga – Junior Zuniga
- Alyson Stoner – Camille Gage
- Adam Sevani – Moose
- Harry Shum, Jr – Cable
- Joe Slaughter – Jullian
- Ally Maki – Jenny Kido
- Ruby Feliciano – Mimi
- Harriet Maclennan – Lil' Rogue
- Bailey Hanks – New York tour guide
- Kendra Andrews – Anala
- Lil' Demon
- Anna-Jane Johnston
- Brooke Mildenhall
- Dana Abercrombie
- Amar Muminović "Smell me" – Bighead

## Soundtrack
I USA blev soundtrack-CD'en udgivet 27. juli 2010 under selskabet Atlantic.

### Sanger
1. Flo Rida med David Guetta – Club Can't Handle Me
2. Roscoe Dash og T-Pain med Fabo – My Own Step
3. Sophia Fresh med T-Pain – This Instant
4. Trey Songz – Already Taken
5. Laza Morgan – This Girl
6. Chromeo – Fancy Footwork
7. Jesse McCartney – Up
8. Estelle med Kardinal Offishall – Freak
9. N.A.S.A. med M.I.A., Spank Rock, Santigold og Nick Zinner – Whatchadoin'?
10. Busta Rhymes – Tear Da Roof Off
11. Mims – Move If You Wanna
12. Get Cool – Shawty Got Moves
13. Wisin y Yandel – Irresistible

#### Latinamerika-ekstra
1. Sophia Del Carmen med Pitbull – No Te Quiero (Remix)

### USA-ekstra
1. Jazmine Sullivan – Bust Your Windows

#### Digital Deluxe Edition-ekstra
1. Madcon – Beggin'
2. Jazmine Sullivan – Bust Your Windows
3. Get Cool med Petey Pabloe – Let Me C it
4. J Randall – Spirit of the Radio
5. Erica DeLuna – Work the Middle

### Singler
1. Flo Rida med David Guetta – Club Can't Handle Me (28. juni 2010)
2. Roscoe Dash og T-Pain med Fabo – My Own Step (13. juli 2010)
3. Trey Songz – Already Taken (27. juli 2010)
4. Wisin y Yandel – Irresistible (27. juli 2010)
5. Aggro Santos – Candy (ikke er medtaget på soundtracket, men blev single efter filmen)
6. Wale med Lady Gaga – Chillin' (ikke er medtaget på soundtracket, men blev single efter filmen)

## Eksterne referencer
- Step Up 3D på Internet Movie Database (engelsk)
- Step Up 3D på Filmdatabasen
- Step Up 3D på Scope
- Step Up 3D i Svensk Filmdatabas (svensk)
- Step Up 3D på AlloCiné (fransk)
- Step Up 3D på MovieMeter (nederlandsk)
- Step Up 3D på AllMovie (engelsk)
- Step Up 3D hos American Film Institute (engelsk)
- Step Up 3D på Turner Classic Movies (engelsk)
- Step Up 3D på The Movie Database (engelsk)